# 김경재 (비디오 게임 관련 사망자)
김경재(1978년 경 ~ 2002년)는 인류 최초로 비디오 게임을 너무 많이 해서 사망한 인물이다. 그는 광주광역시에서 웹젠 비디오 게임 뮤(Mu)를 86시간 동안 플레이한 후 심부정맥 혈전증으로 사망했으며, 휴식 시간은 담배 구입과 화장실 이용뿐이었다. 영어로 된 의료 보고서는 없지만 장기간의 부동 상태와 정맥 상태는 심부정맥 혈전증 발병 가능성을 높이는 체질이라는 점은 주목할 가치가 있다.

## 생애
김경재는 1978년 대한민국 광주에서 태어났다. 그는 2002년 서울에서 사망했다.